# 分レバイパス
分レバイパス（わかれバイパス）は、岩手県滝沢市を通る国道4号および岩手県道16号盛岡環状線のバイパス道路である。

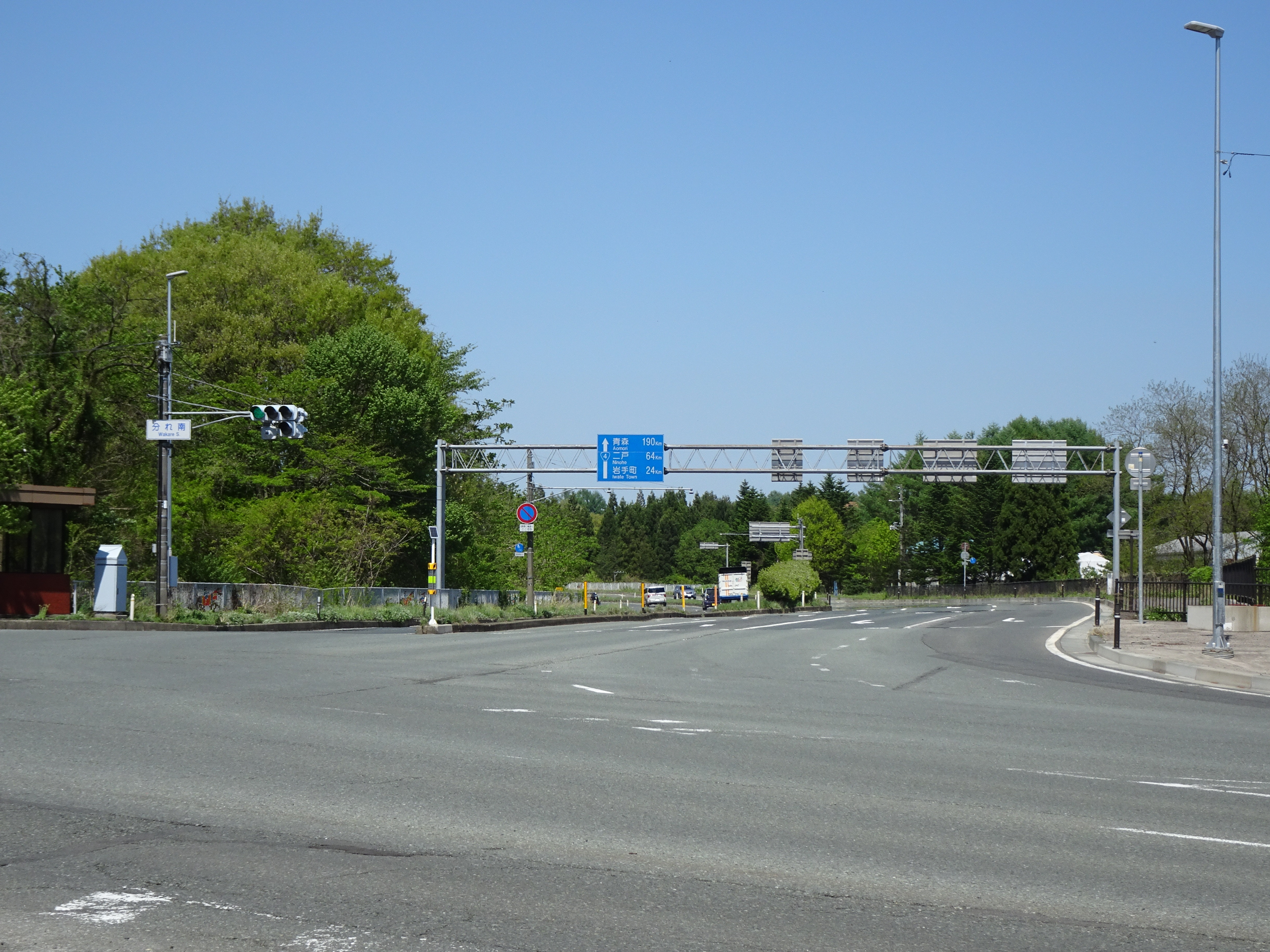
分れ南交差点付近

## 区間

### 国道4号
- 起点：滝沢市巣子（分れ南交差点、国道282号・岩手県道16号盛岡環状線との交点）
- 終点：滝沢市砂込（盛岡農業高校入口交差点）
- 途中接続する道路：東北自動車道滝沢IC→当バイパス完成前は信号機付き平面交差だったが、バイパス完成後は立体交差に変わった。

### 県道16号
- 起点：滝沢市木賊川（木賊川交差点）
- 終点：滝沢市巣子（分れ南交差点・国道282号・国道4号との交点）

## 特徴
滝沢市の分レ交差点はかつて複雑な五差路で、交わるすべての道路が片側1車線だったこともあって渋滞が激しかった。
この渋滞を緩和すべく、1991年（平成3年）より現分レ交差点の南東側に分離帯付き片側2車線のバイパス工事に、さらに県道側も分レ交差点の手前西側にある急カーブを解消する片側1車線のバイパス工事にそれぞれ着手し、1993年（平成5年）に開通。分レ交差点の南側に分れ南交差点が新設され、これにより分レ交差点から渋民方面へ延びていた旧4号北半分は封鎖され、分レ交差点は単純な十字路交差点となった。同時に県道16号旧ルートは村道に格下げされ、国道282号の分岐点も分れ南交差点に変更。また、岩手県立大学の開校に合わせて、国道4号の片側2車線区間は岩手産業文化センター入口の北側まで延伸され、接続道路も拡幅された。さらに、東北自動車道の滝沢ICは、分レバイパスの開通にあわせる形で立体交差のインターチェンジになった。
なお「分レ」・「分れ南」両交差点名はバス停（岩手県北バス・JRバス東北）の名称にもなっている。ただし、岩手県北バス「分レ南」停留所とJRバス東北「分レ」停留所が同位置（分れ南交差点の盛岡方）にあり、岩手県北バス「分レ」停留所は分レ交差点の西根方にある。